# 新フロイト派
新フロイト派（しんフロイトは）は、精神分析学において、フロイトの欲動論を批判し、文化的・社会的要因を重視した学派。フロイト左派とも呼ばれる。政治学や社会学に影響を与えた。
代表的な研究者に、ハリー・スタック・サリヴァン、カレン・ホーナイ、エーリヒ・フロム、クララ・トンプソンがいる。